# L. T. Hutton
Lenton Terrell Hutton (Chicago Heights, 6 gennaio 1974) è un produttore discografico e produttore cinematografico statunitense.

## Carriera
In attività dal 1996 nel campo discografico, nella specie hip hop e r&b, lavorò inizialmente indipendente da società ed etichette in progetti Death Row Records, salvo poi mettersi alla guida della sezione A&R di Ruthless Records e Interscope Records qualche anno dopo. Dopo il periodo passato alla Death Row, si dedicò ai lavori di artisti come Ray J, The Lost Boys, Lloyd, Immature, B2K, Daz Dillinger, nei progetti da solista di Snoop Dogg, Soopafly, Mariah Carey, Da Brat, MC Ren, Eazy-E e tanti altri.
Ha anche piazzato brani all'interno di diverse colonne sonore, come La linea sottile tra odio e amore con Martin Lawrence e Juwanna Mann con Miguel Nunez.
Fra le sue ultime produzioni appare l'album postumo Pac's Life di Tupac Shakur, BTNHResurrection e Thug World Order del gruppo hip hop Bone Thugs-n-Harmony, Thug On Da Line e Gemini: Good Vs. Evil di Krayzie Bone, The Declaration di Ashanti e lo sviluppo di album per il gruppo Day26 creato dalla Bad Boy Records di Sean Combs.
È anche comproprietario dell'etichetta indipendente The Program insieme al cestista Elton Brand.

### Cinema
Nell'aprile 2010, insieme alla compagnia cinematografica Morgan Creek Productions di David Robinson ha formato lo studio Program Pictures, di cui è divenuto amministratore delegato. Le due compagnie come primo progetto in comune hanno un film biografico sul rapper Tupac Shakur, diretto da Antoine Fuqua e con Hutton nel ruolo di produttore, la cui uscita è prevista per il 2013.